# Antoine Le Roux de Lincy
Antoine Le Roux de Lincy  (* 22. August 1806 in Paris; † 13. Mai 1869 ebenda) war ein französischer Bibliothekar, Romanist und Mediävist.

## Leben und Werk
Le Roux de Lincy durchlief die École nationale des chartes und wurde Bibliothekar an der Bibliothèque de l’Arsenal sowie Sekretär der Société des bibliophiles français. Er gehört zu den Gelehrten, die im 19. Jahrhundert in Frankreich zuerst das Studium des Mittelalters nach den Urkunden erneuerten. Als Geschichtsschreiber, Herausgeber und Bibliograph leistete er einen wertvollen Beitrag zur Kenntnis der Geschichte, Literatur und Sprache der älteren Zeiten Frankreichs. Er gab u. a. die literaturgeschichtlich wichtige mittelalterliche Reimchronik Roman de Brut von Wace sowie das für die Geschichte der französischen Sprache bedeutende Werk Les quatre livres des rois heraus; für letztere Edition erhielt von der Académie des Inscriptions et Belles-Lettres die Goldmedaille verliehen. Seine Ausgaben genügen allerdings nicht mehr heutigen Anforderungen an die philologische Treue und Genauigkeit.
Besondere Verdienste erwarb sich Le Roux auch um die Geschichte der Stadt Paris, indem er etwa die von Guillebert de Metz im 15. Jahrhundert gegebene Beschreibung dieser Stadt edierte. Als Mitglied der Société de l’École des chartes, die das Ziel verfolgte, das in Paris bestehende Institut für geschichtliche Studien zu neuem Leben zu erwecken, wurde er Mitbegründer der gediegenen Zeitschrift Bibliothèque de l’École des chartes. Durch Beiträge und lange Zeit als Sekretär von Jules Quicherat, dem Redakteur, förderte er den Fortschritt des Unternehmens nachhaltig.

## Werke
- (Hrsg. mit Francisque Michel) Recueil de farces, moralités et sermons joyeux, 4 Bde., Paris 1831–1838, Genf 1977
- Analyse critique et littéraire du roman de Garin-le-Lohérain, précédée de quelques observations sur l’origine des romans de chevalerie, Paris 1835
- (Hrsg.) Le Roman de Brut, par Wace, poète du XIIe siècle, publié pour la première fois, 2 Bde., Rouen 1836–1838
- Essai historique et littéraire sur l’Abbaye de Fécamp, Rouen 1840
- (Hrsg.) Les quatre livres des rois, Paris 1841
- (Hrsg.) Les cent nouvelles nouvelles, 2 Bde., Paris 1841
- (Hrsg.) Recueil de chants historiques français depuis le XIIe jusqu’au XVIIIe siècle, 2 Bde., Paris 1841–1842, Genf 1969
- Le Livre des proverbes français, Paris 1842, Paris 1996 (Vorwort von Pierre Boutang); 2. Auflage (« précédé de recherches historiques sur les proverbes français et leur emploi dans la littérature du moyen âge et de la renaissance »), Paris 1859, Genf 1968
- Histoire de l’Hôtel de ville de Paris, Paris 1846
- Les femmes célèbres de l’ancienne France, Paris 1848, 1858
- (Hrsg.) L’Heptaméron des nouvelles de Marguerite d’Angoulême, 3 Bde., Paris 1853–1854; (mit Anatole de Montaiglon), 4 Bde., Paris 1880, Genf 1969
- (Hrsg.) Description de la ville de Paris au XVe siècle, par Guillebert de Metz, Paris 1855
- (Hrsg.) Chants historiques et populaires du temps de Charles VII et de Louis XI, Paris 1857, 1867
- Vie de la reine Anne de Bretagne, 4 Bde., Paris 1860
- Recherches sur Jean Grolier, sur sa vie et sa bibliothèque, Paris 1866, Nieuwkoop 1970 (englisch: New York 1907)
- (Hrsg. mit Lazare-Maurice Tisserand) Paris et ses historiens aux XIVe et XVe siècles, Paris 1867 (Auszug, Caen 1992)